# Downing Stadium
Downing Stadium (anciennement Triborough Stadium et Randall's Island Stadium) est un stade construit en 1935. D'une capacité de 22 000 places, il est situé à New York. Il est détruit en 2002 pour laisser place à l'Icahn Stadium.